# The Danger of Light
Albums de Sophie Hunger
1983
(2010)
The Danger of Light est le quatrième album de la chanteuse suisse Sophie Hunger publié le 28 septembre 2012.

## Titres de l'album
1. Rererevolution - 3:26
2. Souldier - 4:09
3. LikeLikeLike - 2:58
4. Das Neue - 3:26
5. Can You See Me? - 3:47
6. Heharun - 4:55
7. Z'Lied vor Freiheitsstatue - 3:00
8. Holy Hells - 2:47
9. The Fallen - 3:28
10. Perpetrator - 4:15
11. Take a Turn - 2:52

Disque 2 (édition limitée)
1. First we Leave Manhattan - 3:06
2. What it is - 2:23
3. My Oh My II - 5:27
4. The Musician - 4:03
5. One Too Many Mornings (Bob Dylan) - 2:41
6. Ne me quitte pas (Jacques Brel) - 4:06